# Okres Drawsko
Okres Drawsko (polsky Powiat drawski) je okres v polském Západopomořanském vojvodství. Rozlohu má 1764,25 km² a v roce 2019 zde žilo 57 015 obyvatel. Sídlem správy okresu je město Drawsko Pomorskie.

## Gminy
Městsko-vesnické:
- Czaplinek
- Drawsko Pomorskie
- Kalisz Pomorski
- Złocieniec

Vesnická:
- Wierzchowo

## Města
- Czaplinek
- Drawsko Pomorskie
- Kalisz Pomorski
- Złocieniec

## Sousední okresy
| Růžice kompasu | Łobez           | Świdwin            | Szczecinek | Růžice kompasu |
| Růžice kompasu | Łobez, Stargard | Sever              | Szczecinek | Růžice kompasu |
| Růžice kompasu | Łobez, Stargard | Okres Drawsko      | Szczecinek | Růžice kompasu |
| Růžice kompasu | Łobez, Stargard | Jih                | Szczecinek | Růžice kompasu |
| Růžice kompasu | Choszczno       | Strzelce-Drezdenko | Złotów     | Růžice kompasu |